# Hulstblad
Het hulstblad (Phyllodesma ilicifolia) is een nachtvlinder uit de familie van de spinners (Lasiocampidae).

## Beschrijving
De voorvleugellengte bedraagt tussen de 18 en 20 millimeter. In rust heeft de vlinder het uiterlijk van een bruin blad. Hij overwintert als pop.

## Waardplanten
Het hulstblad gebruikt allerlei loofbomen als waardplanten, vooral wilgen, en ook bosbessen.

## Voorkomen
De soort komt verspreid over het Palearctisch gebied voor, niet in Noord-Afrika. De soort staat vermeld op de Rode Lijst van de IUCN als kwetsbaar.

### Voorkomen in Nederland en België
Het hulstblad is in Nederland een zeer zeldzame en in België een zeldzame soort. In Nederland wordt de soort vooral in het zuidoosten weleens gezien, in België vooral in het zuiden en in De Kempen. De vlinder kent één generatie die vliegt van halverwege april tot halverwege mei.